# Imrazôr
En el universo imaginario de J. R. R. Tolkien y en la novela El Señor de los Anillos, Imrazôr fue un príncipe de Belfalas en Gondor. Tradicionalmente se cree que es el padre de los príncipes de Dol Amroth.

## Historia
Según las leyendas de Dol Amroth, vivió al final del segundo milenio de la Tercera Edad. A lo largo de su vida se le conoció como El Númenóreano y siempre se creyó que se había casado con la doncella elfa Mithrellas, una compañera de viaje de Nimrodel. Tuvieron dos hijos, un hijo llamado Galador que fue el primer príncipe de Dol Amroth y una hija llamada Gilmith. Se cuenta que Mithrellas huyó a escondidas una noche y no se volvió a saber de ella. Posteriormente, Imrazôr murió combatiendo, probablemente contra los Orcos.